# Zabalius congicus
Zabalius congicus är en insektsart som beskrevs av Max Beier 1954. Zabalius congicus ingår i släktet Zabalius och familjen vårtbitare. Inga underarter finns listade i Catalogue of Life.